# فيليب جاي بورسيل
فيليب جاي بورسيل (بالإنجليزية: Philip J. Purcell)‏ هو رائد أعمال ورئيس تنفيذي وشخصية أعمال أمريكي، ولد في 1943 في مدينة سولت ليك في الولايات المتحدة.

## وصلات خارجية
- فيليب جاي بورسيل على موقع إن إن دي بي (الإنجليزية)